# Kỵ sĩ bóng đêm trỗi dậy
Kỵ sĩ bóng đêm trỗi dậy (tiếng Anh: The Dark Knight Rises) là một bộ phim siêu anh hùng, ra mắt năm 2012, được đạo diễn bởi Christopher Nolan. Đồng thời, Christopher Nolan cùng với em trai Jonathan Nolan cũng là hai nhà biên kịch của phim. Phần cốt truyện của Kỵ sĩ bóng đêm trỗi dậy do David S. Goyer đảm nhận. Tác phẩm chuyển thể từ nhân vật Người Dơi của hãng DC Comics và là phần hậu truyện của Kỵ sĩ bóng đêm (2008) cũng như phần kết cho Bộ ba phim Người Dơi của Christopher Nolan. Phim có sự tham gia diễn xuất của Christian Bale trong vai Bruce Wayne / Người Dơi, bên cạnh dàn diễn viên gồm Michael Caine, Gary Oldman, Anne Hathaway, Tom Hardy, Marion Cotillard, Joseph Gordon-Levitt và Morgan Freeman. Kỵ sĩ bóng đêm trỗi dậy lấy bối cảnh tám năm sau những sự kiện diễn ra trong Kỵ sĩ bóng đêm khi lực lượng nổi loạn của Bane buộc Bruce Wayne phải quay trở lại làm Người Dơi để cứu thành phố Gotham khỏi một thảm họa hạt nhân. 
Christopher Nolan đã phân vân không biết có nên tiếp tục làm phần ba cho loạt phim hay không. Nhưng sau khi phát triển đường hướng cốt truyện cùng em trai và David S. Goyer, ông nghĩ rằng loạt phim của mình cần một cái kết thỏa đáng. Nolan lấy cảm hứng cho tác phẩm từ lần xuất hiện đầu tiên của nhân vật truyện tranh Bane trong phần ngoại truyện của Knightfall (1993), loạt truyện The Dark Knight Returns (1986) và phần ngoại truyện của No Man's Land (1999). Giai đoạn quay phim diễn ra từ tháng 5 đến tháng 11 năm 2011 tại nhiều địa điểm bao gồm Jodhpur, Luân Đôn, Nottingham, Glasgow, Los Angeles, Thành phố New York, Newark và Pittsburgh. Đạo diễn sử dụng máy quay IMAX 70 mm trong phần lớn thời lượng quay phim, bao gồm cả sáu phút đầu tiên để tối ưu hóa chất lượng hình ảnh. Một biến thể của phương tiện Batplane và Batcoper mang tên "Bat", một nhà tù dưới lòng đất cùng một hang động Batcave mới đã được chế tạo để phục vụ cho quá trình làm phim. Cũng như Kỵ sĩ bóng đêm, các chiến dịch tiếp thị, quảng bá cho Kỵ sĩ bóng đêm trỗi dậy diễn ra từ sớm, ngay trong thời gian sản xuất. Khi đóng máy, Warner Bros. tái tiến hành marketing thông qua các hoạt động: phát triển các trang web quảng cáo, chiếu trước sáu phút của tác phẩm, công bố các đoạn trailer và gửi thông tin về cốt truyện của phim.
Kỵ sĩ bóng đêm trỗi dậy ra mắt lần đầu tại Thành phố New York vào ngày 16 tháng 7 năm 2012. Công chiếu tại Hoa Kỳ và Vương quốc Anh từ ngày 20 tháng 7 năm 2012. Bộ phim nhận được đánh giá tích cực, với hàng loạt lời khen dành cho diễn xuất, phân cảnh hành động, âm nhạc và chiều sâu cảm xúc. Nhiều nhà phê bình xem tác phẩm là cái kết viên mãn cho bộ ba phim. Trang Rotten Tomatoes gọi Kỵ sĩ bóng đêm trỗi dậy là một bộ phim "tham vọng, chỉn chu và mạnh mẽ". Phim thu về hơn 1 tỷ đô la Mỹ trên toàn cầu, trở thành phim Người Dơi thứ hai cán mốc doanh thu tỉ đô. Ngoài việc là phim điện ảnh ăn khách nhất của đạo diễn Nolan, vào thời điểm phát hành, nó còn trở thành phim có doanh thu cao thứ bảy mọi thời đại và cao thứ ba năm 2012.

## Nội dung
Phim mở đầu bằng cảnh Bane, cựu thành viên của Liên minh bóng đêm, lãnh đạo một nhóm không tặc tấn công máy bay của CIA và bắt cóc nhà vật lý hạt nhân Leonid Pavel.
Tám năm sau cái chết của công tố viên Harvey Dent, Người Dơi đã hoàn toàn biến mất. Nhờ Đạo luật Dent giúp mở rộng quyền hạn của lực lượng cảnh sát mà tội phạm có tổ chức vắng bóng tại thành phố Gotham. Ủy viên cảnh sát James Gordon đã giữ kín bí mật về tội ác của Dent và nhân thân Two-Face của anh ta, cũng như đổ hết mọi trách nhiệm lên vai Người Dơi trong suốt thời gian dài. Gordon đã soạn một bài diễn văn tiết lộ tất cả sự thật nhưng rồi lại quyết định không đọc. Bruce Wayne thì giờ chọn cho mình cuộc sống ẩn dật, tập đoàn Wayne Enterprises của gia đình anh đang lâm vào cảnh thua lỗ khi Wayne cho dừng dự án lò phản ứng nhiệt hạch vì sợ rằng nó có thể bị quân sự hóa.
Bane kiến thiết căn cứ của mình ngay dưới lòng hệ thống thoát nước ở Gotham và thúc giục đối thủ của tập đoàn Wayne, John Daggett, bán cho hắn dấu vân tay của Bruce Wayne. Nữ đạo chích Selina Kyle lấy được dấu vân tay của Wayne trong khuôn viên nhà anh, đem đến cho Daggett nhưng tên này lật lọng, sai người thủ tiêu cô, Kyle lập tức chỉ điểm cho cảnh sát. Gordon và người của mình ập tới hiện trường vụ giao dịch, Kyle chạy thoát được. Trong khi theo dấu người của Bane dưới lòng cống, Gordon bị bắt tới chỗ Bane. Ông may mắn trốn thoát và được chàng cảnh sát trẻ John Blake tìm thấy trong tình trạng bị thương nặng. Blake điều tra được danh tính thật của Người Dơi, liền tìm tới Bruce Wayne và thỉnh cầu anh quay trở lại.
Tiếp sau đó, Bane tấn công và làm náo loạn Sở giao dịch chứng khoán Gotham bằng cách sử dụng dấu vân tay của Wayne trong một loạt các giao dịch khiến Wayne Enterprises phá sản. Sau nhiều năm, Người Dơi tái xuất trên đường phố, cố gắng chặn đứng Bane và thuộc hạ của hắn. Quản gia của Wayne, Alfred Pennyworth, tin rằng Wayne không đủ sức để chống lại Bane nên đã từ chức để phản đối việc anh trở lại làm Người Dơi. Khoảng thời gian này, Wayne phải lòng CEO mới của Wayne Enterprises, Miranda Tate và hai người bắt đầu hẹn hò. Sử dụng số tiền vừa cướp được, Bane mở rộng hoạt động của mình và giết Daggett.
Selina Kyle dụ Người Dơi xuống dưới sào huyệt của Bane. Bane tiết lộ tham vọng hoàn thành sứ mệnh hủy diệt Gotham của Ra's al Ghul trước khi đánh gãy lưng Người Dơi rồi giam anh trong một nhà tù gần như không có lối thoát nằm giữa hoang mạc, nhằm bắt anh chứng kiến Gotham bị huỷ diệt trong tuyệt vọng. Tại đây, các tù nhân kể cho Wayne câu chuyện về đứa con của Ra's al Ghul, người đã sinh ra và lớn lên trong nhà tù này và cũng là kẻ duy nhất từng vượt ngục thành công.
Gần như toàn bộ lực lượng cảnh sát Gotham, trừ Gordon và Blake, đều mắc bẫy của Bane và bị nhốt bên dưới hệ thống cống rãnh. Hắn cho phá hủy tất cả các cây cầu xung quanh thành phố, giết thị trưởng Anthony Garcia và buộc tiến sĩ Pavel phải chuyển đổi lõi lò phản ứng nhiệt hạch của Wayne Enterprises thành một quả bom neutron trước khi giết ông. Để làm chủ hoàn toàn Gotham, Bane còn thả các tù nhân tại nhà ngục Blackgate Penitentiary, thiết quân luật trong thành phố, lưu đày và giết chết tầng lớp tinh hoa của Gotham trong các phiên tòa do Jonathan Crane chủ trì. Sau cùng, hắn đọc bài phát biểu của Gordon trước đám đông, phanh phui sự thật về Harvey Dent.
Nhiều tháng sau, sau khi được chữa khỏi lưng, Wayne trốn thoát thành công khỏi nhà tù và trở về Gotham. Người Dơi giải thoát cho cảnh sát và cùng họ chiến đấu với quân đội của Bane trên đường phố. Anh đánh bại Bane trong cuộc đấu tay đôi bằng cách làm hỏng mặt nạ của hắn. Giữa cuộc hỗn chiến, Miranda Tate bất ngờ đâm một nhát dao vào mạng sườn Người Dơi và tiết lộ mình là Talia al Ghul, con gái của Ra's al Ghul. Cô ta kích hoạt từ xa ngòi nổ của quả bom nhưng Gordon đã kịp chặn tín hiệu, khiến quả bom bị hoãn nổ 11 phút. Talia vội vàng đi tìm quả bom trong khi Bane chuẩn bị kết liễu Người Dơi, nhưng Kyle kịp đến và giết Bane bằng hoả lực của Batmotor. Người Dơi và Kyle cùng nhau truy tìm Talia, với hy vọng đưa quả bom trở lại buồng phản ứng tại Wayne Enterprises, nơi nó có thể bị vô hiệu hóa. Chiếc xe tải vận chuyển bom của Talia bị chặn lại, nhưng trước khi chết vì cú va chạm, cô ta tiết lộ vẫn kịp bật chế độ tự hủy của buồng phản ứng. Không còn cách nào khác để ngăn chặn vụ nổ, Người Dơi đành sử dụng chiếc máy bay The Bat của mình, mang quả bom qua phía bên kia vịnh biển, nơi nó phát nổ an toàn. Anh cũng gián tiếp tiết lộ danh tính thật cho Gordon ngay trước khi cất cánh.
Sau sự kiện, Người Dơi xem như đã chết và được tôn vinh như một anh hùng. Khuôn viên nhà Wayne trở thành trại trẻ mồ côi và toàn bộ tài sản khác của gia đình được để lại cho quản gia Alfred. Gordon tìm thấy Bat Signal đã được sửa chữa, trong khi Lucius Fox phát hiện ra rằng Wayne đã bí mật vá lỗi chức năng lái tự động trên chiếc The Bat. Ở cuối phim, khi đang dùng bữa tại một nhà hàng, Alfred nhìn thấy Bruce Wayne cũng đang ngồi ở đó cùng với Kyle. John Blake sau khi từ chức nhận được một bưu phẩm từ Bruce Wayne, dẫn anh tới hang dơi, gợi ý cho khán giả rằng anh sẽ trở thành Robin.

## Diễn viên
- Christian Bale vai Bruce Wayne / Batman
- Michael Caine vai Alfred Pennyworth
- Gary Oldman vai James Gordon
- Morgan Freeman vai Lucius Fox
- Anne Hathaway vai Selina Kyle / Catwoman
- Tom Hardy vai Bane
- Marion Cotillard vai Talia al Ghul / Miranda Tate
- Joseph Gordon-Levitt vai John Blake
- Josh Pence và Liam Neeson vai Ra's al Ghul

Ngoài ra phim còn có sự tham gia của
- Cillian Murphy
- Nestor Carbonell
- Alon Aboutboul
- Daniel Sunjata
- Diego Klattenhoff
- Burn Gorman
- Tom Conti
- Joey King
- Chris Ellis
- Brett Cullen
- Josh Stewart
- Christopher Judge
- Adam Rodriguez
- Rob Brown

## Vụ nổ súng tại buổi công chiếu
Ngày 20 tháng 7 năm 2012, một vụ xả súng tại buổi công chiếu bộ phim The Dark Knight Rises ở thành phố Aurora, tiểu bang Colorado, Hoa Kỳ khiến ít nhất 12 người thiệt mạng và 58 người khác bị thương. Nạn nhân nhỏ tuổi nhất là một bé trai sơ sinh mới 3 tháng tuổi được đưa đi điều trị tại bệnh viện Colorado. Một tay súng đeo mặt nạ chống độc mô phỏng hình tượng nhân vật phản diện Bane của phần này, và mặc áo chống đạn, ném lựu đạn hơi cay và bắn về phía khán giả, giết chết 12 người và làm bị thương 58 người khác. Kẻ tình nghi duy nhất là thanh niên 24 tuổi James Holmes Eagan, người đã bị bắt bên ngoài rạp chiếu phim. James Holmes từng là sinh viên Y khoa tại Đại học Y Dược Colorado ở Denver, Mỹ. Sau vụ xả súng này, trailer của Gangster Squad, vốn được chiếu giới thiệu trước The Dark Knight Rises, đã bị Warner Bros thu hồi vì trong đoạn trailer này cũng có cảnh các băng nhóm xã hội đen xả súng vào khán giả đi xem phim ngoài rạp. Đoàn làm phim cũng hủy bỏ nhiều hoạt động quảng bá cho bộ phim.